# DF-16 (ミサイル)
DF-16（中: 東風-16、Dong-Feng-16、DoDコード：CSS-11）は、中国が開発した短距離弾道ミサイル（SRBM）。中国人民解放軍のロケット軍にて運用されている。

## 概要
DF-16は2000年代に中国運載火箭技術研究院により開発が開始されたと見られ、2012年9月に中国のウェブサイトに画像がアップされ、その後の2015年9月3日の北京で行われた軍事パレードにより初めて存在が公表された｡
DF-16はDF-11とDF-15弾道ミサイルの後継、もしくはDF-21中距離弾道ミサイルとの射程のギャップを埋めるとされており、アメリカのパトリオットやTHAADなどを終末段階で弾頭自体が機動する事により撃墜を回避する能力を持つとされる｡
DF-16は10輪式のWS2500トラックをTELとして使用し、良好な機動性と生残性を持っている。

## 弾頭
DF-16は500kgから1,000kgの容量を持つペイロードに1〜3機のMIRVを搭載し、通常弾頭、核弾頭、バンカーバスター弾頭、クラスター爆弾弾頭、機動再突入体を弾頭として使用する事が可能｡

## 運用
DF-16は主な標的として台湾を想定しているとされ、防空網や滑走路、十分に防護が為されていない指揮所に対して使用される可能性があり、現在は広東省に駐留するロケット軍にDF-16は配備されているとされる｡

## 使用国
中国
中国人民解放軍ロケット軍-50基